# بخش کاپیتال (سان خوان)
بخش کاپیتال (به اسپانیایی: Departamento Capital) یک منطقهٔ مسکونی در آرژانتین است که در استان سان خوآن، آرژانتین واقع شده‌است. بخش کاپیتال ۳۰ کیلومتر مربع مساحت و ۱۱۶٬۵۱۱ نفر جمعیت دارد.